# Théoden
Théoden est un personnage du légendaire de l'écrivain britannique J. R. R. Tolkien, apparaissant dans Le Seigneur des anneaux. Il est le roi des Rohirrim.

## Histoire
Il est le roi du Rohan, terre des Rohirrim. Lorsque Gandalf et des membres de la communauté de l'Anneau le retrouvent, il est affaibli par la mort de son fils unique Théodred et par la sorcellerie de Saroumane et de son conseiller Gríma Langue-de-Serpent. Gandalf le libère de ces influences au moment où le sorcier d'Orthanc se prépare à attaquer le Rohan.
Théoden combat alors les forces de Saroumane pour sauver son royaume. Quand des Orques venus de l'Isengard et portant la main blanche de Saroumane envahissent le Rohan, il quitte Edoras avec ses troupes et se réfugie à la Gorge de Helm. Là, secondé par Aragorn, il résiste aux armées de Saroumane, mais n'aurait pu remporter la bataille sans l'arrivée de Gandalf et de soldats menés par son vassal Erkenbrand, seigneur de l'Ouestfolde. La menace de l'Isengard écartée, le roi réunit ses troupes et restaure rapidement la sécurité dans le pays.
Quelques jours après la bataille de Fort-le-Cor, la Flèche rouge de Denethor avertit le Rohan de l'assaut imminent des forces de Sauron sur Minas Tirith. Avec l'aide des anciens membres de la Communauté de l'Anneau, il va porter secours au Gondor attaqué par le Mordor, mais met du temps à réunir une troupe et à parvenir jusqu'au champ de bataille, où son arrivée renverse pourtant le cours du combat, jusque-là défavorable aux troupes du Gondor. Lors de la bataille des champs du Pelennor, il tue le chef des Haradrim, puis meurt écrasé par son cheval Snawmana, terrassé par le Roi-Sorcier d'Angmar. 
Il laisse son trône à son neveu Éomer, qui devient le premier roi de la Marche du Quatrième Âge.

## Caractéristiques

### Noms
Le nom Théoden provient du vieil anglais þēoden « chef d'un peuple, prince, roi ». Dans le cadre de son œuvre, Tolkien prétend n'être que le traducteur du Seigneur des anneaux et non son auteur. Dans l'Appendice F du livre, il explique avoir traduit en anglais moderne l'occidentalien, langue véhiculaire de la Terre du Milieu à l'époque du récit, et avoir par conséquent traduit la langue des Rohirrim par le vieil anglais, afin de rendre son caractère archaïque vis-à-vis de l'occidentalien. Selon un brouillon de l'Appendice F, le nom de Théoden en rohirique « authentique » est tūrac-.
L'épithète Ednew lui est attribuée dans l'Appendice B, « car sous l'influence des maléfices de Sauron, il sombra en un état de prostration mais fut guéri par Gandalf ». C'est également un terme d'origine anglo-saxonne, dérivé de l'adjectif ednēowe « renouvelé ».

### Généalogie
|  |  |             |             |             |             |             |             |  |  |         |         |         |         |          |          |          |          | Rois du Rohan |          |         |         |         |         |  |  |                       |                       |                       |                       |                       |                       |         |         |          |          |          |          |          |          |  |  |        |        |        |        |         |         |         |         |                      |                      |                      |                      |                      |                      |  |  |  |  |
|  |  |             |             |             |             |             |             |  |  |         |         |         |         |          |          |          |          |               |          |         |         |         |         |  |  |                       |                       |                       |                       |                       |                       |         |         |          |          |          |          |          |          |  |  |        |        |        |        |         |         |         |         |                      |                      |                      |                      |                      |                      |  |  |  |  |
|  |  |             |             |             |             |             |             |  |  |         |         |         |         |          |          |          |          | Thengel       | Thengel  | Thengel | Thengel | Thengel | Thengel |  |  | Morwen de Lossarnach  | Morwen de Lossarnach  | Morwen de Lossarnach  | Morwen de Lossarnach  | Morwen de Lossarnach  | Morwen de Lossarnach  |         |         |          |          |          |          |          |          |  |  |        |        |        |        |         |         |         |         |                      |                      |                      |                      |                      |                      |  |  |  |  |
|  |  |             |             |             |             |             |             |  |  |         |         |         |         |          |          |          |          | Thengel       | Thengel  | Thengel | Thengel | Thengel | Thengel |  |  | Morwen de Lossarnach  | Morwen de Lossarnach  | Morwen de Lossarnach  | Morwen de Lossarnach  | Morwen de Lossarnach  | Morwen de Lossarnach  |         |         |          |          |          |          |          |          |  |  |        |        |        |        |         |         |         |         |                      |                      |                      |                      |                      |                      |  |  |  |  |
|  |  |             |             |             |             |             |             |  |  |         |         |         |         |          |          |          |          |               |          |         |         |         |         |  |  |                       |                       |                       |                       |                       |                       |         |         |          |          |          |          |          |          |  |  |        |        |        |        |         |         |         |         |                      |                      |                      |                      |                      |                      |  |  |  |  |
|  |  |             |             |             |             |             |             |  |  |         |         |         |         |          |          |          |          |               |          |         |         |         |         |  |  |                       |                       |                       |                       |                       |                       |         |         |          |          |          |          |          |          |  |  |        |        |        |        |         |         |         |         |                      |                      |                      |                      |                      |                      |  |  |  |  |
|  |  | deux filles | deux filles | deux filles | deux filles | deux filles | deux filles |  |  | Elfhild | Elfhild | Elfhild | Elfhild | Elfhild  | Elfhild  |          |          | Théoden       | Théoden  | Théoden | Théoden | Théoden | Théoden |  |  | une fille             | une fille             | une fille             | une fille             | une fille             | une fille             |         |         | Théodwyn | Théodwyn | Théodwyn | Théodwyn | Théodwyn | Théodwyn |  |  | Éomund | Éomund | Éomund | Éomund | Éomund  | Éomund  |         |         |                      |                      |                      |                      |                      |                      |  |  |  |  |
|  |  | deux filles | deux filles | deux filles | deux filles | deux filles | deux filles |  |  | Elfhild | Elfhild | Elfhild | Elfhild | Elfhild  | Elfhild  |          |          | Théoden       | Théoden  | Théoden | Théoden | Théoden | Théoden |  |  | une fille             | une fille             | une fille             | une fille             | une fille             | une fille             |         |         | Théodwyn | Théodwyn | Théodwyn | Théodwyn | Théodwyn | Théodwyn |  |  | Éomund | Éomund | Éomund | Éomund | Éomund  | Éomund  |         |         |                      |                      |                      |                      |                      |                      |  |  |  |  |
|  |  |             |             |             |             |             |             |  |  |         |         |         |         |          |          |          |          |               |          |         |         |         |         |  |  |                       |                       |                       |                       |                       |                       |         |         |          |          |          |          |          |          |  |  |        |        |        |        |         |         |         |         |                      |                      |                      |                      |                      |                      |  |  |  |  |
|  |  |             |             |             |             |             |             |  |  |         |         |         |         | Théodred | Théodred | Théodred | Théodred | Théodred      | Théodred |         |         |         |         |  |  | Princes de Dol Amroth | Princes de Dol Amroth | Princes de Dol Amroth | Princes de Dol Amroth | Princes de Dol Amroth | Princes de Dol Amroth |         |         |          |          |          |          |          |          |  |  |        |        |        |        |         |         |         |         | Intendants du Gondor | Intendants du Gondor | Intendants du Gondor | Intendants du Gondor | Intendants du Gondor | Intendants du Gondor |  |  |  |  |
|  |  |             |             |             |             |             |             |  |  |         |         |         |         | Théodred | Théodred | Théodred | Théodred | Théodred      | Théodred |         |         |         |         |  |  | Princes de Dol Amroth | Princes de Dol Amroth | Princes de Dol Amroth | Princes de Dol Amroth | Princes de Dol Amroth | Princes de Dol Amroth |         |         |          |          |          |          |          |          |  |  |        |        |        |        |         |         |         |         | Intendants du Gondor | Intendants du Gondor | Intendants du Gondor | Intendants du Gondor | Intendants du Gondor | Intendants du Gondor |  |  |  |  |
|  |  |             |             |             |             |             |             |  |  |         |         |         |         |          |          |          |          |               |          |         |         |         |         |  |  |                       |                       |                       |                       |                       |                       |         |         |          |          |          |          |          |          |  |  |        |        |        |        |         |         |         |         |                      |                      |                      |                      |                      |                      |  |  |  |  |
|  |  |             |             |             |             |             |             |  |  |         |         |         |         |          |          |          |          |               |          |         |         |         |         |  |  | Lothíriel             | Lothíriel             | Lothíriel             | Lothíriel             | Lothíriel             | Lothíriel             |         |         | Éomer    | Éomer    | Éomer    | Éomer    | Éomer    | Éomer    |  |  | Éowyn  | Éowyn  | Éowyn  | Éowyn  | Éowyn   | Éowyn   |         |         | Faramir              | Faramir              | Faramir              | Faramir              | Faramir              | Faramir              |  |  |  |  |
|  |  |             |             |             |             |             |             |  |  |         |         |         |         |          |          |          |          |               |          |         |         |         |         |  |  | Lothíriel             | Lothíriel             | Lothíriel             | Lothíriel             | Lothíriel             | Lothíriel             |         |         | Éomer    | Éomer    | Éomer    | Éomer    | Éomer    | Éomer    |  |  | Éowyn  | Éowyn  | Éowyn  | Éowyn  | Éowyn   | Éowyn   |         |         | Faramir              | Faramir              | Faramir              | Faramir              | Faramir              | Faramir              |  |  |  |  |
|  |  |             |             |             |             |             |             |  |  |         |         |         |         |          |          |          |          |               |          |         |         |         |         |  |  |                       |                       |                       |                       |                       |                       |         |         |          |          |          |          |          |          |  |  |        |        |        |        |         |         |         |         |                      |                      |                      |                      |                      |                      |  |  |  |  |
|  |  |             |             |             |             |             |             |  |  |         |         |         |         |          |          |          |          |               |          |         |         |         |         |  |  |                       |                       |                       |                       | Elfwine               | Elfwine               | Elfwine | Elfwine | Elfwine  | Elfwine  |          |          |          |          |  |  |        |        |        |        | Elboron | Elboron | Elboron | Elboron | Elboron              | Elboron              |                      |                      |                      |                      |  |  |  |  |

## Création et évolution
Le nom Théoden vient peut-être de l'ancien germain (IVe siècle) désignant "celui qui doit être suivi", c'est-à-dire une figure de seigneur local.

## Adaptations
Dans le dessin animé Le Seigneur des anneaux de Ralph Bakshi (1978), Théoden est doublé par Philip Stone en VO et par Jean-Henri Chambois en VF.
Dans la trilogie cinématographique du Seigneur des anneaux de Peter Jackson, Théoden apparaît dans les deuxième et troisième film, joué par Bernard Hill.
Le personnage apparaît également dans les adaptations radiophoniques du Seigneur des anneaux. Dans celle de 1955, il est doublé par Valentine Dyall, et dans celle de 1981 par Jack May.